# Владислав Татаркевич
Владислав Татаркевич (пол. Władysław Tatarkiewicz; 3 квітня 1886 — 4 квітня 1980) — польський філософ Львівсько-Варшавської школи, академік. Був онуком польського скульптора й художника Якуба Татаркевича.
Татаркевич навчався в Берліні, Марбурзі (у Германа Когена і Пауля Наторпа), Парижі, Львові, був професором Варшавського університету в 1915—1919 і в 1923—1961 роках. З 1930 року член Польської Академії наук.
Одним з учнів Татаркевича був Стефан Моравський.